# مسرح هراشيا غابلانيان الدرامي

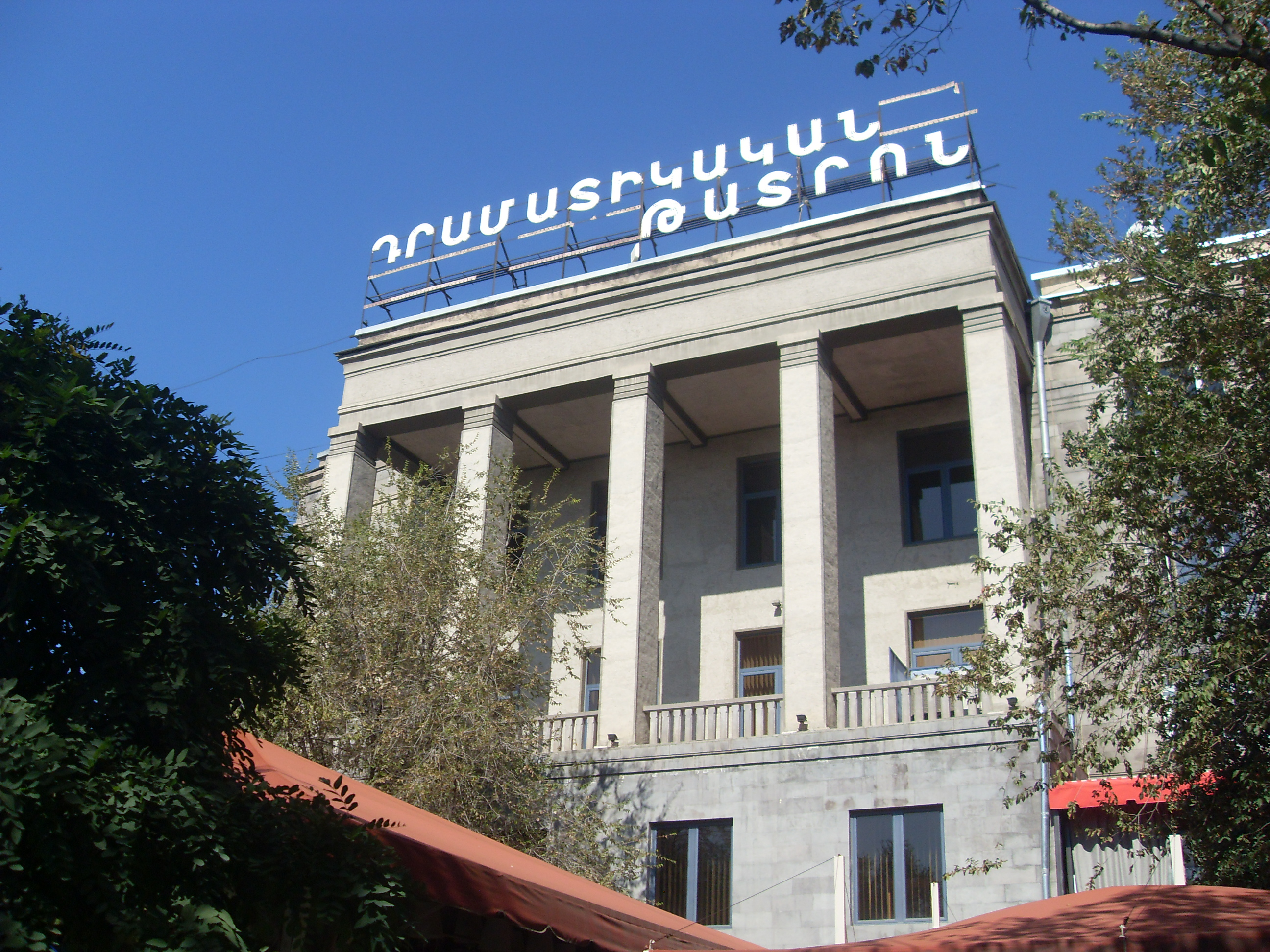

مسرح هراشيا غابلانيان الدرامي (الأرمينية: Հրաչյա Ղափլանյանի անվան դրամատիկական թատրոն) هو مسرح مقره في يريفان، عاصمة أرمينيا. تأسست في عام 1967. وهي تقع في شارع Avetik Isahakyan 28 في منطقة كينترون.
تم افتتاحه بأداء أغنية «أنوش» لأوبرا هوفهانز توماني، من إخراج هراشيا غابلانيان.
منذ عام 1986، كان المدير الفني في المسرح هو أرمين خانديكيان.